# June Pedersen
June Pedersen, född 3 april 1985 i Tromsø, är en norsk före detta fotbollsspelare (försvarare). Hon spelade under sin karriär för bland annat Umeå IK, Piteå IF och Hammarby IF. Tidigare under sin karriär spelade Pedersen som anfallare.

## Klubbkarriär
Pedersens moderklubb är Malangshalvøya BK. Hon började sin seniorkarriär i Tromsdalen UIL och spelade därefter för IK Grand Bodø i norska andradivisionen.
I december 2005 värvades Pedersen av Umeå IK. Hon vann SM-guld under sina samtliga tre säsonger i klubben. I december 2008 värvades Pedersen av Piteå IF. Mellan 2009 och 2019 spelade hon sammanlagt 233 ligamatcher och gjorde 49 mål samt 41 målgivande passningar för Piteå.
I november 2019 värvades Pedersen av Hammarby IF, där hon skrev på ett tvåårskontrakt med option på ytterligare ett år. I november 2021 meddelade Pedersen att hon avslutade sin fotbollskarriär.

## Landslagskarriär
I september 2015 debuterade Pedersen för Norges landslag i en match mot Skottland. Hon har tidigare spelat för Sapmis landslag, som representerar det samiska folket.

## Meriter
Umeå IK
- Damallsvenskan: 2006, 2007, 2008

Piteå IF
- Damallsvenskan: 2018